# پالهنا
پالهنا (به لاتین: Pallehena) یک منطقهٔ مسکونی در سری‌لانکا است که در استان مرکزی (سری‌لانکا) واقع شده‌است.